# La Garzona
La Garzona (en el original francés, La Garçonne) es una novela de Victor Margueritte publicada en 1922 en Francia. Trata de una joven mujer, Monique, que tras enterarse de que su prometido la engaña, decide llevar una vida libre, con múltiples parejas, tanto masculinas como femeninas. La historia es una crítica a las garçonne y las flapper, mujeres de ropa y aspecto masculino. El título proviene de la palabra francesa garçonne, que deriva de la palabra garçon, «chico», «niño», con la adición de un sufijo femenino; su traducción más cercana sería la de «marimacho/a», «camionera». Tras la publicación de la novela de Margueritte, el término se popularizó para describir a las flapper y las lesbianas.
Aunque el argumento no resulta sorprendente en la actualidad, en su momento se consideró escandaloso, hasta tal punto que a Victor Margueritte le retiraron la Legión de Honor como consecuencia: el libro se publicaba en una Francia que apenas se recuperaba de la I Guerra Mundial y donde existía un grave desequilibrio demográfico (de aproximadamente el 10%) entre los dos sexos.
Rápidamente se tradujo a diversas lenguas, en español en la década de 1920 por Antonio de Vergara como La Garzona, y al inglés por Alfred A. Knopf en 1923 como The Bachelor Girl. También hubo numerosas adaptaciones al teatro y al cine, que prolongaron el éxito de la novela durante 10 años, vendiendo 20 000 ejemplares durante los primeros días tras su publicación, 750 000 ejemplares en total.

## Adaptaciones cinematográficas
- La Garçonne (1923) de Armand Du Plessy (censurada tras el estreno)
- La Garçonne (1936) de Jean de Limur
- La Garçonne (1957) de Jacqueline Audry
- La Garçonne (1988) de Étienne Périer (para la televisión)

## Ediciones en español
- Margueritte, V (192?). La garzona. Traducido por Antonio de Vergara. Madrid: Imp. Artística de Sáez Hnos.
- Margueritte, V (1933). La machona. La garçonne. Santiago: Imp. Ercilla.
- Margueritte, Victor (2015). La garçonne. Traducido por Marta Cabanillas. Gallo Nero. p. 304. ISBN 978-84-9423578-8.